# 八幡町 (東久留米市)
八幡町（はちまんちょう）は、東京都東久留米市の町域。
現行行政地名は八幡町一丁目から八幡町三丁目。
郵便番号は203-0042。

## 地理
東久留米市の中央部。
東から時計回りに、東久留米市中央町、東久留米市前沢、東久留米市滝山、東久留米市下里、東久留米市野火止、東久留米市幸町、に隣接する。

### 河川

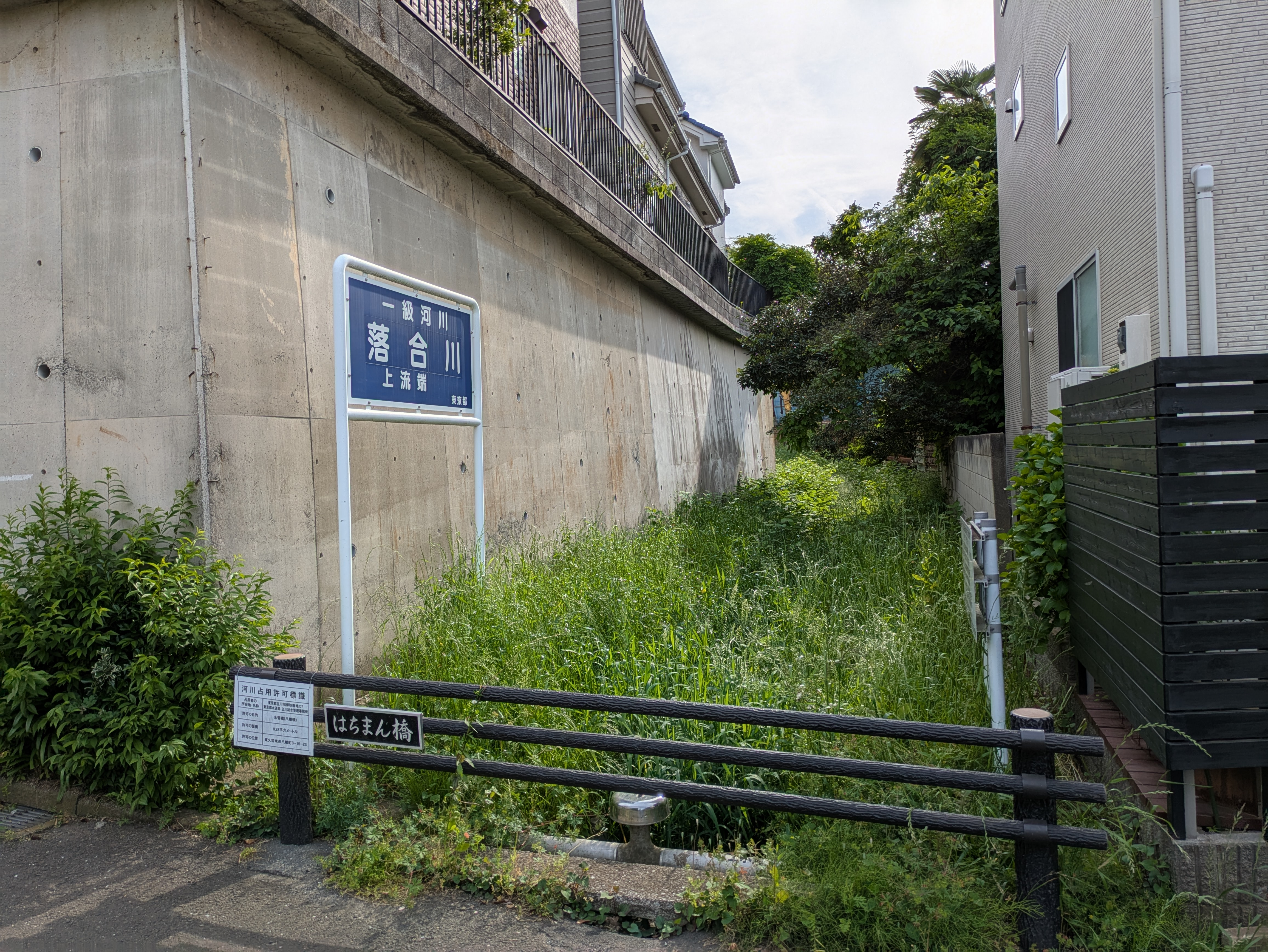
落合川上流端

- 落合川

## 小・中学校の学区
市立小・中学校に通う場合、学区は以下の通りとなる。

2025年4月現在
| 丁目   | 番地         | 小学校     | 変更承認区域 |
| ------ | ------------ | ---------- | ------------ |
| 一丁目 | 1番 6〜9番   | 第一小学校 |              |
| 一丁目 | 2〜5番       | 本村小学校 |              |
| 二丁目 | 全域         | 第一小学校 |              |
| 三丁目 | 1番 12〜16番 | 第一小学校 |              |
| 三丁目 | 2〜9番       | 第九小学校 |              |
| 三丁目 | 10〜11番     | 第九小学校 | 第七小学校   |

| 丁目   | 番地         | 中学校       | 変更承認区域 |
| ------ | ------------ | ------------ | ------------ |
| 一丁目 | 1番 6〜9番   | 久留米中学校 |              |
| 一丁目 | 2〜5番       | 久留米中学校 |              |
| 二丁目 | 全域         | 中央中小学校 |              |
| 三丁目 | 1番 12〜16番 | 中央中小学校 |              |
| 三丁目 | 2〜9番       | 中央中小学校 |              |
| 三丁目 | 10〜11番     | 中央中小学校 | 西中学校     |

## 交通

### 鉄道
鉄道空白地帯となる。
下記の駅がバス利用等での主な利用圏内となる。
| バス移動で利用可能な駅 |
| --- |
| 西武池袋線 - ひばりヶ丘駅(SI 13) - 東久留米駅(SI 14) - 清瀬駅(SI15) 西武新宿線 - 花小金井駅(SS18) JR中央線 - 武蔵小金井駅(JC15) |

### バス
- 西武バス西武バス小平営業所・滝山営業所が周辺の路線を運行している。

### 道路
- 東京都道・埼玉県道4号東京所沢線  - （青梅街道・所沢街道・新所沢街道）
- 小金井街道
- 東京都道・埼玉県道234号前沢保谷線

## 施設

### 八幡町一丁目
- 都営東久留米八幡町一丁目アパート

### 八幡町二丁目
- 都営都営八幡町第1アパート

### 八幡町三丁目
- 落合川源流